# وعاء التونة
وعاءُ التونةِ "مارماتيكو" في  أقليمِ الباسكِ، أو "ماغميتا"، أو "ماغميت"، "سوروبوتن" في كانتيبريا حساءُ سَمكٍ يؤكَلُ على قواربِ صَيدِ التونَةِ في بَحَرِ كانتيبريا، إنَهُ طَبَقٌ بَسيطٌ اليومَ مع التُونةِ، و البَطاطاَ، و البَصَلِ، و الفُلفُلِ الحلوِ، والطماطِمِ.
"ماغميت" كلمةٌ فَرنسِيةٌ تَعني الوِعاءُ المَعدِنيّ مَعَ الغِطَاءِ، تُعطيُ كَلِمُةُ "ماغميت" الفَرَنسية و مُرادِفَتُها كلمُةُ "ماغميتا" الإسِبَانيةِ إلى الطَبَقِ في سَاحِلِ كانتيبريا الوسطَي والشَرقيِ، بينَما تُستَخدمُ كَلِمَةُ "سوروبوتن" في السَاحلِ الغَربيّ.

## التاريخ
كَانَ صائدو سَمَكِ الباسكِ يأكلون وعاءَ التونَةِ خِلالَ مَوسِمُ الصَيدِ، لأنَهُم كانوا يَبقون لِفترةِ طَويلةٍ في البَحرِ، فإنَ الطَعامَ يَفسدُ، لذَلكَ كانوا يأكُلونه مَعَ البطَاطسِ المَطبوخَةِ، وفُلفُلِ كوروسيرو (فلفل حار مُجفف) الذي يُحفظُ جيداً.